# Weltmeisterschaften der olympischen Reitsportdisziplinen
Weltmeisterschaften in den drei seit 1912 durchgängig olympischen Reitsportdisziplinen (Dressurreiten, Springreiten und Vielseitigkeitsreiten) werden seit 1966 im Vier-Jahres-Rhythmus ausgetragen.
Bereits seit 1953 wurden im Springreiten in unregelmäßigen Abständen Weltmeisterschaften ausgetragen. Von 1990 bis 2018 legte der Pferdesportweltverband FEI alle Wettbewerbe zu gemeinsamen Weltmeisterschaften zusammen, den Weltreiterspielen. Seitdem werden wieder zum Teil getrennte Veranstaltungen für die einzelnen Disziplinen durchgeführt, jedoch in unverändertem Rhythmus.

## Springreiten

### WM 1953
Die ersten Weltmeisterschaften im Springreiten fanden 1953 in Paris, Frankreich statt. Pro Nation durften hier zwei Reiter an den Start gehen.
Bereits bei diesen ersten Weltmeisterschaften der Herren wurde erstmals ein Finale mit Pferdewechsel durchgeführt. Hierbei traten die in der Einzelwertung auf den Plätzen eins bis vier liegenden Reitern zunächst mit ihren eigenen Pferden an, anschließend mussten sie den identischen Parcours mit den Pferden ihrer Konkurrenten bestreiten. Dieser Modus hatte bis zu den Weltreiterspielen 2014 Bestand. Ende 2016 wurde er trotz des Protestes des Internationalen Springreiter-Clubs abgeschafft.

#### Herren Einzel
| Rang | Land           | Reiter                    | Pferd    |
| ---- | -------------- | ------------------------- | -------- |
|      | Spanien        | Francisco Goyoaga         | Quorum   |
|      | BR Deutschland | Fritz Thiedemann          | Diamant  |
|      | Frankreich     | Pierre Jonquères d’Oriola | Ali Baba |
| 4.   | Italien        | Piero D’Inzeo             | Uruguay  |

### WM 1954
Die zweiten Weltmeisterschaften im Springreiten fanden 1954 in Madrid, Spanien statt.

#### Herren Einzel
| Rang | Land           | Reiter                    | Pferd    |
| ---- | -------------- | ------------------------- | -------- |
|      | BR Deutschland | Hans Günter Winkler       | Halla    |
|      | Frankreich     | Pierre Jonquères d’Oriola | Arlequin |
|      | Spanien        | Francisco Goyoaga         | Baden    |
| 4.   | Italien        | Salvatore Oppes           | Pagora   |
| 5.   | Spanien        | Jaime García Cruz         | Quoniam  |

### WM 1955
Die Weltmeisterschaften im Springreiten fanden 1955 in Aachen, Deutschland statt.

#### Herren Einzel
| Rang | Land           | Reiter                    | Pferd    |
| ---- | -------------- | ------------------------- | -------- |
|      | Deutschland    | Hans Günter Winkler       | Orient   |
|      | Italien        | Raimondo D’Inzeo          | Merano   |
|      | Großbritannien | Ronnie Dallas             | Bones    |
| 4.   | Frankreich     | Pierre Jonquères d’Oriola | Voulette |

### WM 1956
Die Weltmeisterschaften im Springreiten fanden 1956 wiederum in Aachen, Deutschland statt.

#### Herren Einzel
| Rang | Land        | Reiter            | Pferd       |
| ---- | ----------- | ----------------- | ----------- |
|      | Italien     | Raimondo D’Inzeo  | Merano      |
|      | Spanien     | Francisco Goyoaga | Fahnenkönig |
|      | Deutschland | Fritz Thiedemann  | Meteor      |
| 4.   | Argentinien | Carlos Delía      | Discutido   |

### WM 1960
Die Weltmeisterschaften im Springreiten fanden 1960 in Venedig, Italien statt.

#### Herren Einzel
| Rang | Land               | Reiter             | Pferd         |
| ---- | ------------------ | ------------------ | ------------- |
|      | Italien            | Raimondo D’Inzeo   | Gowran Girl   |
|      | Argentinien        | Carlos Delía       | Huipil        |
|      | Großbritannien     | David Broome       | Sunsalve      |
| 4.   | Vereinigte Staaten | William Steinkraus | Ksar d‘Esprit |

### WM 1965
Die Weltmeisterschaften im Springreiten fanden 1965 in Hickstead, Vereinigtes Königreich erstmals für Damen statt.

#### Damen Einzel
| Rang | Land               | Reiterin        | Pferde                       |
| ---- | ------------------ | --------------- | ---------------------------- |
|      | Großbritannien     | Marion Coakes   | Stroller und Little Fellow   |
|      | Vereinigte Staaten | Kathy Kusner    | Untouchable und That‘s Right |
|      | Großbritannien     | Alison Westwood | The Maverick                 |

### WM 1966
Die Weltmeisterschaften im Springreiten fanden 1966 in Buenos Aires, Argentinien statt.

#### Herren Einzel
| Rang | Land       | Reiter                    | Pferd    |
| ---- | ---------- | ------------------------- | -------- |
|      | Frankreich | Pierre Jonquères d’Oriola | Pomone B |
|      | Spanien    | Jose Alvarez de Bohorques | Quizas   |
|      | Italien    | Raimondo D’Inzeo          | Bowjak   |
| 4.   | Brasilien  | Nelson Pessoa             | Huipil   |

### WM 1970
Die Weltmeisterschaften im Springreiten bei den Herren fanden 1970 in La Baule (Frankreich) statt, die für
die Damen fanden in Kopenhagen (Dänemark) statt.

#### Herren Einzel
| Rang | Land           | Reiter              | Pferd        |
| ---- | -------------- | ------------------- | ------------ |
|      | Großbritannien | David Broome        | Beethoven    |
|      | Italien        | Graciano Mancinelli | Fidux        |
|      | Großbritannien | Harvey Smith        | Mattie Brown |
| 4.   | BR Deutschland | Alwin Schockemöhle  | Donald Rex   |

#### Damen Einzel
| Rang | Land           | Reiterin             | Pferde                       |
| ---- | -------------- | -------------------- | ---------------------------- |
|      | Frankreich     | Janou Lefèbvre       | Rocket und Troubadour        |
|      | Großbritannien | Marion Mould-Coakes  | Stroller und Daddy’s Girl    |
|      | Großbritannien | Annelie Drummond-Hay | Merely-a-Monarch und Xanthos |

### WM 1974
Die Weltmeisterschaften im Springreiten bei den Herren fanden 1974 in Hickstead, Vereinigtes Königreich statt, die für die Damen fanden in La Baule, Frankreich statt.

#### Herren Einzel
| Rang | Land               | Reiter           | Pferd       |
| ---- | ------------------ | ---------------- | ----------- |
|      | BR Deutschland     | Hartwig Steenken | Simona      |
|      | Irland             | Eddie Macken     | Pele        |
|      | Österreich         | Hugo Simon       | Lavendel    |
| 4.   | Vereinigte Staaten | Frank Chapot     | Main Spring |

#### Damen Einzel
| Rang | Land               | Reiterin              | Pferde                   |
| ---- | ------------------ | --------------------- | ------------------------ |
|      | Frankreich         | Janou Tissot-Lefèbvre | Rocket und Alterline     |
|      | Vereinigte Staaten | Michele McEvoy        | Mr. Muskie und Sundancer |
|      | Kanada             | Barbara Simpson-Kerr  | Magnor und Australis     |

### WM 1978
Die Weltmeisterschaften im Springreiten für die Damen und Herren wurden 1978 in Aachen, Deutschland erstmals zusammen in einem Wettbewerb ausgetragen, erstmals wurde ein Mannschaftswettbewerb eingeführt.

#### Einzel
| Rang | Land               | Reiter            | Pferd       |
| ---- | ------------------ | ----------------- | ----------- |
|      | BR Deutschland     | Gerd Wiltfang     | Roman       |
|      | Irland             | Eddie Macken      | Boomerang   |
|      | Vereinigte Staaten | Michael Matz      | Jet Run     |
| 4.   | Niederlande        | Johan Heins       | Pandur Z    |
| 5.   | Großbritannien     | Caroline Bradley  | Tigre       |
| 6.   | Großbritannien     | David Broome      | Philco      |
| 7.   | Niederlande        | Henk Nooren       | Pluco       |
| 8.   | Kanada             | John Simpson      | Goby        |
| 9.   | Kanada             | Ian Millar        | Brother Sam |
| 10.  | Belgien            | Edgar Cuepper     | Le Champion |
|      | …                  |                   |             |
| 15.  | Schweiz            | Walter Gabathuler | Harley      |
|      | …                  |                   |             |
| 17.  | Österreich         | Hugo Simon        | Gladstone   |
| 18.  | Schweiz            | Thomas Fuchs      | Snowking    |

#### Mannschaft
| Rang           | Land               | Reiter                       | Pferd       |
| -------------- | ------------------ | ---------------------------- | ----------- |
|                | Großbritannien     | Caroline Bradley             | Tigre       |
| David Broome   | Großbritannien     | Philco                       |             |
| Derek Ricketis | Großbritannien     | Hydrophane Coldstream        |             |
| Malcolm Pyrah  | Großbritannien     | Law Court                    |             |
|                | Niederlande        | Johan Heins                  | Pandur Z    |
| Henk Nooren    | Niederlande        | Pluco                        |             |
| Anton Ebben    | Niederlande        | Jumbo Design                 |             |
| Dick Wieken    | Niederlande        | Sil Z                        |             |
|                | Vereinigte Staaten | Michael Matz                 | Jet Run     |
| Conrad Homfeld | Vereinigte Staaten | Balbuco                      |             |
| Dennis Murphy  | Vereinigte Staaten | Tuscalosa                    |             |
| Buddy Brown    | Vereinigte Staaten | Viscount                     |             |
| 3.             | Kanada             | John Simpson                 | Texas       |
| 3.             | Kanada             | Ian Millar                   | Brother Sam |
| 3.             | Kanada             | Terry Leibel                 | Simpatico   |
| 3.             | Kanada             | Jim Elder                    | Wow         |
| 5.             | BR Deutschland     | Gerd Wiltfang                | Roman       |
| 5.             | BR Deutschland     | Paul Schockemöhle            | Deister     |
| 5.             | BR Deutschland     | Sönke Sönksen                | Kwept       |
| 5.             | BR Deutschland     | Heinrich-Wilhelm Johannsmann | Sarto       |
|                | …                  |                              |             |
| 7.             | Schweiz            | Walter Gabathuler            | Harley      |
| 7.             | Schweiz            | Thomas Fuchs                 | Snowking    |
| 7.             | Schweiz            | Kurt Maeder                  | Abraxon     |
| 7.             | Schweiz            | Markus Fuchs                 | Marlon      |
|                | …                  |                              |             |
| 10.            | Österreich         | Hugo Simon                   | Gladstone   |
| 10.            | Österreich         | Boris Boor                   | Angelo      |
| 10.            | Österreich         | Thomas Frühmann              | FBI         |

### WM 1982
Die Weltmeisterschaften im Springreiten für die Damen und Herren fanden 1982 in Dublin, Irland im Rahmen der Dublin Horse Show statt.

#### Einzel
| Rang | Land               | Reiter                    | Pferd            |
| ---- | ------------------ | ------------------------- | ---------------- |
|      | BR Deutschland     | Norbert Koof              | Fire             |
|      | Großbritannien     | Malcolm Pyrah             | Anglezarke       |
|      | Frankreich         | Michel Robert             | Ideal de la Haye |
| 4.   | Irland             | Gerard Mullins            | Rockbarton       |
| 5.   | Frankreich         | Gilles Bertrán de Balanda | Galoubet         |
| 6.   | BR Deutschland     | Paul Schockemöhle         | Deister          |
| 7.   | Frankreich         | Frédéric Cottier          | Flambeau C       |
| 8.   | Schweiz            | Bruno Candrian            | Van Gogh         |
| 9.   | Italien            | Graziano Mancinelli       | Gitan P          |
| 10.  | Vereinigte Staaten | Melanie Smith             | Calypso          |
|      | …                  |                           |                  |
| 18.  | Österreich         | Hugo Simon                | Gladstone        |
|      | …                  |                           |                  |
| 23.  | BR Deutschland     | Gerd Wiltfang             | Roman            |
|      | …                  |                           |                  |
| 25.  | Schweiz            | Thomas Fuchs              | Willora Carpets  |
| 26.  | Österreich         | Thomas Frühmann           | Pedro            |
|      | …                  |                           |                  |
| 29.  | BR Deutschland     | Peter Luther              | Livius           |
|      | …                  |                           |                  |
| 37.  | Schweiz            | Willi Melliger            | Trumpf-Buur      |
| 38.  | Schweiz            | Markus Fuchs              | Insolvent        |
|      | …                  |                           |                  |
| 45.  | Österreich         | Roland Fischer            | Ikarus           |

#### Mannschaft
| Rang                      | Land           | Reiter          | Pferde           |
| ------------------------- | -------------- | --------------- | ---------------- |
|                           | Frankreich     | Michel Robert   | Ideal de la Haye |
| Patrick Caron             | Frankreich     | Eole IV         |                  |
| Frédéric Cottier          | Frankreich     | Flambeau C      |                  |
| Gilles Bertrán de Balanda | Frankreich     | Galoubet        |                  |
|                           | BR Deutschland | Norbert Koof    | Fire             |
| Gerd Wiltfang             | BR Deutschland | Roman           |                  |
| Paul Schockemöhle         | BR Deutschland | Deister         |                  |
| Peter Luther              | BR Deutschland | Livius          |                  |
|                           | Großbritannien | Malcolm Pyrah   | Anglezarke       |
| John Whitaker             | Großbritannien | Ryans Son       |                  |
| David Broome              | Großbritannien | Mr. Ross        |                  |
| Nick Skelton              | Großbritannien | If Ever         |                  |
|                           | …              |                 |                  |
| 9.                        | Schweiz        | Bruno Candrian  | Van Gogh         |
| 9.                        | Schweiz        | Thomas Fuchs    | Willora Carpets  |
| 9.                        | Schweiz        | Willi Melliger  | Trumpf-Buur      |
| 9.                        | Schweiz        | Markus Fuchs    | Insolvent        |
|                           | …              |                 |                  |
| 11.                       | Österreich     | Hugo Simon      | Gladstone        |
| 11.                       | Österreich     | Thomas Frühmann | Pedro            |
| 11.                       | Österreich     | Roland Fischer  | Ikarus           |

### WM 1986
Die Weltmeisterschaften im Springreiten für die Damen und Herren fanden 1986 in Aachen, Deutschland statt.

#### Einzel
| Rang | Land               | Reiter             | Pferd             |
| ---- | ------------------ | ------------------ | ----------------- |
|      | Kanada             | Gail Greenough     | Mr. T             |
|      | Vereinigte Staaten | Conrad Homfeld     | Abdullah          |
|      | Großbritannien     | Nick Skelton       | Raffles Apollo    |
| 4.   | Frankreich         | Pierre Durand      | Jappeloup de Luze |
| 5.   | Vereinigte Staaten | Michael Matz       | Chef              |
| 6.   | Österreich         | Hugo Simon         | The Freak         |
| 7.   | Irland             | Gerard Mullins     | Rockbarton        |
| 8.   | Kanada             | John Anderson      | Goby              |
| 9.   | Vereinigte Staaten | Katharine Burdsall | The Natural       |
| 10.  | Kanada             | Ian Millar         | Big Ben           |
| 10.  | BR Deutschland     | Klaus Reinacher    | Windus            |
|      | …                  |                    |                   |
| 14.  | BR Deutschland     | Michael Rüping     | Silbersee         |
|      | …                  |                    |                   |
| 18.  | Schweiz            | Thomas Fuchs       | El Lute           |
|      | …                  |                    |                   |
| 28.  | BR Deutschland     | Bernhard Kamps     | Argonaut          |
|      | …                  |                    |                   |
| 35.  | Schweiz            | Bruno Candrian     | Lampire           |
|      | …                  |                    |                   |
| 45.  | Luxemburg          | Maria Haugg        | Lukas             |
|      | …                  |                    |                   |
| 45.  | Österreich         | Thomas Frühmann    | Porter            |
| 46.  | Österreich         | Jörg Münzner       | Pinball           |
|      | …                  |                    |                   |
| 51.  | Schweiz            | Max Hauri          | Vivaldi           |
|      | …                  |                    |                   |
| 56.  | Schweiz            | Philippe Guerdat   | Pybalia           |
|      | …                  |                    |                   |
| AUFG | BR Deutschland     | Paul Schockemöhle  | Deister           |
| AUSG | Österreich         | Monika Hirsch      | Marathon          |

#### Mannschaft
| Rang               | Land               | Reiter            | Pferde         |
| ------------------ | ------------------ | ----------------- | -------------- |
|                    | Vereinigte Staaten | Conrad Holmfeld   | Abdullah       |
| Michael Matz       | Vereinigte Staaten | Chef              |                |
| Katharine Burdsall | Vereinigte Staaten | The Natural       |                |
| Katie Monahan      | Vereinigte Staaten | Amadia            |                |
|                    | Großbritannien     | Nick Skelton      | Raffles Apollo |
| Michael Whitaker   | Großbritannien     | Next Warren Point |                |
| John Whitaker      | Großbritannien     | Hopscotch         |                |
| Malcolm Pyrah      | Großbritannien     | Anglezarke        |                |
|                    | Frankreich         | Michel Robert     | La Fayette     |
| Patrice Delaveau   | Frankreich         | Laeken            |                |
| Frédéric Cottier   | Frankreich         | Flambeau C        |                |
| Pierre Durand      | Frankreich         | Jappeloup de Luze |                |
|                    | …                  |                   |                |
| 5.                 | BR Deutschland     | Klaus Reinacher   | Windus         |
| 5.                 | BR Deutschland     | Michael Rüping    | Silbersee      |
| 5.                 | BR Deutschland     | Bernhard Kamps    | Argonaut       |
| 5.                 | BR Deutschland     | Paul Schockemöhle | Deister        |
|                    | …                  |                   |                |
| 9.                 | Schweiz            | Thomas Fuchs      | El Lute        |
| 9.                 | Schweiz            | Bruno Candrian    | Lampire        |
| 9.                 | Schweiz            | Max Hauri         | Vivaldi        |
| 9.                 | Schweiz            | Philippe Guerdat  | Pybalia        |
| 10.                | Österreich         | Hugo Simon        | The Freak      |
| 10.                | Österreich         | Thomas Frühmann   | Porter         |
| 10.                | Österreich         | Jörg Münzner      | Pinball        |
| 10.                | Österreich         | Monika Hirsch     | Marathon       |

### Weltmeisterschaften 1990 bis 2018
Von 1990 bis zum Jahr 2018 wurden die Weltmeisterschaften der Springreiter im Rahmen der Weltreiterspiele ausgetragen. Hier wurden sowohl eine Einzel- als auch eine Mannschaftswertung durchgeführt, beide nicht nach Geschlechtern getrennt.
| Jahr | Veranstaltung         | Austragungsort       | Goldmedaille Einzelwertung | Goldmedaille Einzelwertung | Goldmedaille Mannschaftswertung |
| Jahr | Veranstaltung         | Austragungsort       | Reiter                     | Pferd                      | Goldmedaille Mannschaftswertung |
| ---- | --------------------- | -------------------- | -------------------------- | -------------------------- | ------------------------------- |
| 1990 | Weltreiterspiele 1990 | Stockholm            | Éric Navet                 | Quito de Baussy            | Frankreich                      |
| 1994 | Weltreiterspiele 1994 | Den Haag             | Franke Sloothaak           | Weihaiwej                  | Deutschland                     |
| 1998 | Weltreiterspiele 1998 | Rom                  | Rodrigo Pessoa             | Gandini Lianos             | Deutschland                     |
| 2002 | Weltreiterspiele 2002 | Jerez de la Frontera | Dermott Lennon             | Liscalgot                  | Frankreich                      |
| 2006 | Weltreiterspiele 2006 | Aachen               | Jos Lansink                | Cumano                     | Niederlande                     |
| 2010 | Weltreiterspiele 2010 | Lexington (Kentucky) | Philippe Le Jeune          | Vigo d’Arsouilles          | Deutschland                     |
| 2014 | Weltreiterspiele 2014 | Caen                 | Jeroen Dubbeldam           | Zenith                     | Niederlande                     |
| 2018 | Weltreiterspiele 2018 | Tryon                | Simone Blum                | DSP Alice                  | Vereinigte Staaten              |

### Weltmeisterschaften 2022
Nach organisatorischen Problemen bei den letzten beiden Weltreiterspielen und Bewerbermangel aufgrund deutlicher finanzieller Probleme fast aller Ausrichter der bisherigen Weltmeisterschaften entschied die FEI, vom Konzept der Weltreiterspiele abzuweichen. Von den möglichen Veranstaltern wurde keine Multisport-Weltmeisterschaften in acht Disziplinen mehr verlangt.
Den Zuschlag für gemeinsame Weltmeisterschaften im Springreiten, Voltigieren, Dressurreiten und Para-Dressurreiten wurde an den Austragungsort der Europameisterschaften 2013, Herning, vergeben.

## Dressurreiten

### WM 1966
Die ersten Weltmeisterschaften im Dressurreiten fanden 1966 in Bern in der Schweiz statt. In Bern waren 24 Reiter aus sechs Nationen am Start, es traten vier Mannschaften an.

#### Einzel
| Rang | Land           | Reiter           | Pferd        |
| ---- | -------------- | ---------------- | ------------ |
|      | BR Deutschland | Josef Neckermann | Mariano      |
|      | BR Deutschland | Harry Boldt      | Remus        |
|      | BR Deutschland | Reiner Klimke    | Dux          |
| 4.   | Schweiz        | Henri Chammartin | Wolfdietrich |
| 5.   | BR Deutschland | Josef Neckermann | Antoinette   |
| 6.   | Sowjetunion    | Iwan Kisimow     | Ikhor        |

#### Mannschaft
| Rang                | Land           | Reiter           | Pferde       |
| ------------------- | -------------- | ---------------- | ------------ |
|                     | BR Deutschland | Josef Neckermann | Mariano      |
| Reiner Klimke       | BR Deutschland | Dux              |              |
| Harry Boldt         | BR Deutschland | Remus            |              |
|                     | Schweiz        | Henri Chammartin | Wolfdietrich |
| Gustav Fischer      | Schweiz        | Wald             |              |
| Marianne Gossweiler | Schweiz        | Stephan          |              |
|                     | Sowjetunion    | Iwan Kisimow     | Ichor        |
| Jelena Petuschkowa  | Sowjetunion    | Pepel            |              |
| Nikolai Kopeikin    | Sowjetunion    | Korbej           |              |

### WM 1970
Die Weltmeisterschaften im Dressurreiten fanden 1970 in Aachen (BR Deutschland) statt. Am Start waren hier 31 Reiter aus neun Nationen, sechs hiervon stellten eine Mannschaft.

#### Einzel
| Rang | Land                            | Reiter              | Pferd     |
| ---- | ------------------------------- | ------------------- | --------- |
|      | Sowjetunion                     | Jelena Petuschkowa  | Pepel     |
|      | BR Deutschland                  | Liselott Linsenhoff | Piaff     |
|      | Sowjetunion                     | Iwan Kisimow        | Ichor     |
| 4.   | BR Deutschland                  | Josef Neckermann    | Mariano   |
| 5.   | Deutsche Demokratische Republik | Horst Köhler        | Neuschnee |
| 6.   | Sowjetunion                     | Iwan Kalita         | Tarif     |

#### Mannschaft
| Rang                | Land                            | Reiter              | Pferde    |
| ------------------- | ------------------------------- | ------------------- | --------- |
|                     | Sowjetunion                     | Jelena Petuschkowa  | Pepel     |
| Iwan Kisimow        | Sowjetunion                     | Ichor               |           |
| Iwan Kalita         | Sowjetunion                     | Tarif               |           |
|                     | BR Deutschland                  | Liselott Linsenhoff | Piaff     |
| Josef Neckermann    | BR Deutschland                  | Mariano             |           |
| Harry Boldt         | BR Deutschland                  | Silverdream         |           |
|                     | Deutsche Demokratische Republik | Horst Köhler        | Neuschnee |
| Wolfgang Müller     | Deutsche Demokratische Republik | Marios              |           |
| Gerhard Brockmüller | Deutsche Demokratische Republik | Tristan             |           |

### WM 1974
Die Weltmeisterschaften im Dressurreiten fanden 1974 in Kopenhagen, Dänemark statt. Acht Equipen traten hier in der Mannschaftswertung an.

#### Einzel
| Rang | Land           | Reiter                  | Pferd  |
| ---- | -------------- | ----------------------- | ------ |
|      | BR Deutschland | Reiner Klimke           | Mehmed |
|      | BR Deutschland | Liselott Linsenhoff     | Piaff  |
|      | Sowjetunion    | Jelena Petuschkowa      | Pepel  |
| 4.   | BR Deutschland | Harry Boldt             | Golo   |
| 5.   | Schweiz        | Christine Stückelberger | Granat |
| 6.   | Sowjetunion    | Iwan Kalita             | Tarif  |

#### Mannschaft
| Rang                | Land           | Reiter                  | Pferde |
| ------------------- | -------------- | ----------------------- | ------ |
|                     | BR Deutschland | Reiner Klimke           | Mehmed |
| Liselott Linsenhoff | BR Deutschland | Piaff                   |        |
| Karin Schlüter      | BR Deutschland | Liostro                 |        |
|                     | Sowjetunion    | Jelena Petuschkowa      | Pepel  |
| Iwan Kalita         | Sowjetunion    | Tarif                   |        |
| Iwan Kisimow        | Sowjetunion    | Ichor                   |        |
|                     | Schweiz        | Christine Stückelberger | Granat |
| Hermann Dür         | Schweiz        | Sod                     |        |
| Regula Pfrunder     | Schweiz        | Merry Boy               |        |

### WM 1978
Die Weltmeisterschaften im Dressurreiten fanden 1978 in Goodwood, Vereinigtes Königreich statt. In Goodwood traten 33 Dressurreiter aus zehn Nationen an, die Entscheidung in der Einzelwertung fiel im Grand Prix Spécial. In der Mannschaftswertung waren sieben Equipen am Start.

#### Einzel
| Rang | Land               | Reiter                   | Pferd         |
| ---- | ------------------ | ------------------------ | ------------- |
|      | Schweiz            | Christine Stückelberger  | Granat        |
|      | BR Deutschland     | Uwe Schulten-Baumer jun. | Slibowitz     |
|      | Großbritannien     | Jennie Loriston-Clarke   | Dutch Courage |
| 4.   | Schweiz            | Ulrich Lehmann           | Widin         |
| 5.   | BR Deutschland     | Harry Boldt              | Woyceck       |
| 6.   | Sowjetunion        | Irina Karachewa          | Said          |
| 7.   | Vereinigte Staaten | Hilda Gurney             | Keen xx       |
| 8.   | Kanada             | Cindy Neale              | Martyr        |
| 9.   | BR Deutschland     | Uwe Sauer                | Hirtentraum   |
| 10.  | BR Deutschland     | Gabriela Grillo          | Ultimo        |

#### Mannschaft
| Rang               | Land           | Reiter                   | Pferde    |
| ------------------ | -------------- | ------------------------ | --------- |
|                    | BR Deutschland | Uwe Schulten-Baumer jun. | Slibowitz |
| Harry Boldt        | BR Deutschland | Woyceck                  |           |
| Gabriela Grillo    | BR Deutschland | Ultimo                   |           |
|                    | Schweiz        | Christine Stückelberger  | Granat    |
| Ulrich Lehmann     | Schweiz        | Widin                    |           |
| Claire Koch        | Schweiz        | Scorpio                  |           |
|                    | Sowjetunion    | Irina Karachewa          | Said      |
| Wiktor Ugrjumow    | Sowjetunion    | Schkwal                  |           |
| Jelena Petuschkowa | Sowjetunion    | Abakan                   |           |

### WM 1982
Die Weltmeisterschaften im Dressurreiten fanden 1982 in Lausanne, Schweiz statt. Das Starterfeld umfasste 44 Reiter aus 15 Nationen. Aus diesem Teilnehmerfeld gingen elf Mannschaften an den Start.

#### Einzel
| Rang | Land           | Reiter                      | Pferd         |
| ---- | -------------- | --------------------------- | ------------- |
|      | BR Deutschland | Reiner Klimke               | Ahlerich      |
|      | Schweiz        | Christine Stückelberger     | Granat        |
|      | BR Deutschland | Uwe Schulten-Baumer jun.    | Madras        |
| 4.   | BR Deutschland | Gabriela Grillo             | Galapagos     |
| 5.   | Dänemark       | Anne Grethe Jensen-Törnblad | Marzog        |
| 6.   | Großbritannien | Jennie Loriston-Clarke      | Dutch Courage |

#### Mannschaft
| Rang                     | Land           | Reiter                      | Pferde   |
| ------------------------ | -------------- | --------------------------- | -------- |
|                          | BR Deutschland | Reiner Klimke               | Ahlerich |
| Gabriela Grillo          | BR Deutschland | Galapagos                   |          |
| Uwe Schulten-Baumer jun. | BR Deutschland | Madras                      |          |
|                          | Schweiz        | Christine Stückelberger     | Granat   |
| Claire Koch              | Schweiz        | Scorpio                     |          |
| Doris Ramseier           | Schweiz        | River King                  |          |
|                          | Dänemark       | Anne Grethe Jensen-Törnblad | Marzog   |
| Finn Saksø-Larsen        | Dänemark       | Coq d'Or                    |          |
| Tove Jorck-Jorckston     | Dänemark       | Lazuly                      |          |

### WM 1986
Die Weltmeisterschaften im Dressurreiten fanden 1986 in Cedar Valley bei Newmarket (Ontario) in Kanada statt.

#### Einzel
| Rang | Land           | Reiter                     | Pferd     |
| ---- | -------------- | -------------------------- | --------- |
|      | Dänemark       | Anne Grethe Jensen         | Marzog    |
|      | Schweiz        | Christine Stückelberger    | Gauguin   |
|      | BR Deutschland | Johann Hinnemann           | Ideaal    |
| 4.   | BR Deutschland | Reiner Klimke              | Pascal    |
| 5.   | Niederlande    | Annemarie Sanders          | Amon      |
| 6.   | Frankreich     | Margit Otto-Crépin         | Corlandus |
| 7.   | Kanada         | Cynthia Ishoy              | Dynasty   |
| 8.   | BR Deutschland | Gina Capellmann-Lütkemeier | Ampere    |
| 9.   | Schweiz        | Daniel Ramseier            | Orlando   |
| 10.  | Niederlande    | Bert Rutten                | Robby     |
| 11.  | Sowjetunion    | Jurij Kowschow             | Buket     |
| 12.  | BR Deutschland | Herbert Krug               | Dukat     |
|      | …              |                            |           |
| 27.  | Schweiz        | Ulrich Lehmann             | Xanthos   |
| 28.  | Schweiz        | Doris Ramseier             | Rochus    |
|      | …              |                            |           |
| 31.  | Österreich     | Elisabeth Max-Theurer      | Acapulco  |

#### Mannschaft
| Rang              | Land           | Reiter                  | Pferde       |
| ----------------- | -------------- | ----------------------- | ------------ |
|                   | BR Deutschland | Reiner Klimke           | Pascal       |
| Gina Capellmann   | BR Deutschland | Ampere                  |              |
| Johann Hinnemann  | BR Deutschland | Ideaal                  |              |
| Herbert Krug      | BR Deutschland | Dukat                   |              |
|                   | Niederlande    | Tineke Bartels          | Olympic Duco |
| Annemarie Sanders | Niederlande    | Amon                    |              |
| Bert Rutten       | Niederlande    | Robby                   |              |
| Hélène Pen-Aubert | Niederlande    | Mr. X                   |              |
|                   | Schweiz        | Christine Stückelberger | Gauguin      |
| Daniel Ramseier   | Schweiz        | Orlando                 |              |
| Ulrich Lehmann    | Schweiz        | Xanthos                 |              |
| Doris Ramseier    | Schweiz        | Rochus                  |              |
| 4.                | Dänemark       | Anne Grete Jensen       | Marzog       |
| 4.                | Dänemark       | Nils Haagensen          | Cantat       |
| 4.                | Dänemark       | Torben Ulsø Olsen       | Patricia     |
| 5.                | Kanada         | Cynthia Ishoy           | Dynasty      |
| 5.                | Kanada         | Christilot Boylen       | Caracas      |
| 5.                | Kanada         | Eva Maria Pracht        | Lyogen       |
| 5.                | Kanada         | Gina Smith              | Malte        |

### Weltmeisterschaften 1990 bis 2018
Von 1990 bis zum Jahr 2018 wurden die Weltmeisterschaften der Dressurreiter im Rahmen der Weltreiterspiele ausgetragen. Hier wurden sowohl eine Einzel- als auch eine Mannschaftswertung durchgeführt, beide nicht nach Geschlechtern getrennt.
| Jahr | Veranstaltung         | Austragungsort       | Goldmedaille Einzelwertung (1994 und ab 2006: GP Spécial) | Goldmedaille Grand Prix Kür               | Goldmedaille Mannschaftswertung |
| Jahr | Veranstaltung         | Austragungsort       | Reiter, Pferd                                             | Reiter, Pferd                             | Goldmedaille Mannschaftswertung |
| ---- | --------------------- | -------------------- | --------------------------------------------------------- | ----------------------------------------- | ------------------------------- |
| 1990 | Weltreiterspiele 1990 | Stockholm            | Nicole Uphoff, Rembrandt                                  |                                           | Deutschland                     |
| 1994 | Weltreiterspiele 1994 | Den Haag             | Isabell Werth, Gigolo FRH                                 | Anky van Grunsven, Bonfire                | Deutschland                     |
| 1998 | Weltreiterspiele 1998 | Rom                  | Isabell Werth, Gigolo FRH                                 |                                           | Deutschland                     |
| 2002 | Weltreiterspiele 2002 | Jerez de la Frontera | Nadine Capellmann, Farbenfroh                             |                                           | Deutschland                     |
| 2006 | Weltreiterspiele 2006 | Aachen               | Isabell Werth, Satchmo                                    | Anky van Grunsven, Salinero               | Deutschland                     |
| 2010 | Weltreiterspiele 2010 | Lexington (Kentucky) | Edward Gal, Totilas                                       | Edward Gal, Totilas                       | Niederlande                     |
| 2014 | Weltreiterspiele 2014 | Caen                 | Charlotte Dujardin, Valegro                               | Charlotte Dujardin, Valegro               | Deutschland                     |
| 2018 | Weltreiterspiele 2018 | Tryon                | Isabell Werth, Bella Rose                                 | nicht ausgetragen wegen Hurrikan Florence | Deutschland                     |

### Weltmeisterschaften 2022
Anstelle der Acht-Disziplinen-Multisport-Weltmeisterschaften werden 2022 gemeinsame Weltmeisterschaften im Springreiten, Voltigieren, Dressurreiten und Para-Dressurreiten durchgeführt. Austragungsort ist Herning, der Veranstaltungsort der Europameisterschaften 2013.

## Vielseitigkeitsreiten (Military)

### WM 1966
Die ersten Weltmeisterschaften im Vielseitigkeitsreiten fanden 1966 auf dem Gelände des Burghley House im Vereinigten Königreich statt. In Burghley waren 39 Reiter aus fünf Nationen am Start, alle fünf Nationen stellten auch Mannschaften. Von den teilnehmenden Nationen beendeten nur zwei die Mannschaftsprüfung.

#### Einzel
| Rang | Land               | Reiter                   | Pferd           |
| ---- | ------------------ | ------------------------ | --------------- |
|      | Argentinien        | Carlos Moratorio         | Chalan          |
|      | Großbritannien     | Richard Meade            | Barberry        |
|      | Irland             | Virginia Freeman-Jackson | Sam Weller      |
| 4.   | Irland             | Eddie Boylan             | Durlas Eile     |
| 5.   | Großbritannien     | Martin Whiteley          | The Poacher     |
| 6.   | Sowjetunion        | Pawel Dejew              | Paket           |
| 7.   | Großbritannien     | Christine Sheppard       | Fenjirao        |
| 8.   | Irland             | Penelope Moreton         | Loughlin        |
| 9.   | Vereinigte Staaten | Kevin Freeman            | M'Lord Connolly |
| 10.  | Großbritannien     | Tom Durston-Smith        | Dreamy Dasher   |

#### Mannschaft
| Rang              | Land        | Reiter                   | Pferde     |
| ----------------- | ----------- | ------------------------ | ---------- |
|                   | Irland      | Virginia Freeman-Jackson | Sam Weller |
| Eddy Boylan       | Irland      | Durlas Eile              |            |
| Penelope Moreton  | Irland      | Loughlin                 |            |
| Tommy Brennan     | Irland      | Kilkenny                 |            |
|                   | Argentinien | Carlos Moratorio         | Chalan     |
| Roberto Pistarini | Argentinien | Desidia                  |            |
| Ludovico Fusco    | Argentinien | Gatopardo                |            |
| Enrique Sztyrle   | Argentinien | Hijo Manso               |            |

### WM 1970
Die Weltmeisterschaften im Vielseitigkeitsreiten fanden 1970 in Punchestown, Irland statt. Aus acht Nationen nahmen hier insgesamt 40 Reiter teil. Von den gestarteten sechs Mannschaften brachten erneut nur zwei Equipen ausreichend Reiter für ein Mannschaftsergebnis in das Ziel.

#### Einzel
| Rang | Land               | Reiter             | Pferd          |
| ---- | ------------------ | ------------------ | -------------- |
|      | Großbritannien     | Mary Gordon-Watson | Cornishman V   |
|      | Großbritannien     | Richard Meade      | The Poacher    |
|      | Vereinigte Staaten | James Wofford      | Kilkenny       |
| 4.   | Irland             | Ronnie McMahon     | San Carlos     |
| 5.   | Sowjetunion        | Juri Solos         | Rok            |
| 6.   | Irland             | Brian Mullins      | Killeen Bridge |
| 7.   | Irland             | Diana Willson      | Broken Promise |

#### Mannschaft
| Rang               | Land           | Reiter             | Pferde       |
| ------------------ | -------------- | ------------------ | ------------ |
|                    | Großbritannien | Mary Gordon-Watson | Cornishman V |
| Richard Meade      | Großbritannien | The Poacher        |              |
| Mark Phillips      | Großbritannien | Chicago            |              |
| Stuart Stevens     | Großbritannien | Benson             |              |
|                    | Frankreich     | Michel Cochenet    | Quaker       |
| Dominique Bentejac | Frankreich     | Trou Normand       |              |
| Dominique Flament  | Frankreich     | Qui dit mieux      |              |
| Henry Michel       | Frankreich     | Duragan            |              |

### WM 1974
Die Weltmeisterschaften im Vielseitigkeitsreiten fanden 1974 erneut beim Burghley House im Vereinigten Königreich statt. Das Teilnehmerfeld war inzwischen auf 58 Reiter aus zwölf Nationen angewachsen. Sechs von zehn Equipen schlossen die Mannschaftswertung ab.

#### Einzel
| Rang | Land               | Reiter               | Pferd        |
| ---- | ------------------ | -------------------- | ------------ |
|      | Vereinigte Staaten | Bruce Davidson       | Irish Cap    |
|      | Vereinigte Staaten | John Michael Plumb   | Good Mixture |
|      | Großbritannien     | Hugh Thomas          | Playamar     |
| 4.   | Großbritannien     | Janet Norton         | Larkspur     |
| 5.   | Irland             | Ronald McMahon       | Bothar Bui   |
| 6.   | Vereinigte Staaten | Beth Perkins         | Furtive      |
| 7.   | Großbritannien     | Richard Meade        | Wayfarer II  |
| 8.   | Kanada             | Juliet Bishop        | Sumatra      |
| 9.   | Großbritannien     | Bridget Parker       | Cornish Gold |
| 10.  | Großbritannien     | Lucinda Prior-Palmer | Be Fair      |

#### Mannschaft
| Rang               | Land               | Reiter         | Pferde    |
| ------------------ | ------------------ | -------------- | --------- |
|                    | Vereinigte Staaten | Bruce Davidson | Irish Cap |
| John Michael Plumb | Vereinigte Staaten | Good Mixture   |           |
| Edward Emerson     | Vereinigte Staaten | Viktor         |           |
| Donald Sachey      | Vereinigte Staaten | Plain Sailing  |           |
|                    | Großbritannien     | Richard Meade  | Wayfarer  |
| Bridget Parker     | Großbritannien     | Cornish Gold   |           |
| Chris Collins      | Großbritannien     | Smokey         |           |
| Mark Phillips      | Großbritannien     | Columbus       |           |
|                    | BR Deutschland     | Martin Plewa   | Virginia  |
| Herbert Blöcker    | BR Deutschland     | Albrant        |           |
| Horst Karsten      | BR Deutschland     | Sioux          |           |
| Kurt Mergler       | BR Deutschland     | Vaibel         |           |

### WM 1978
Die Weltmeisterschaften im Vielseitigkeitsreiten fanden 1978 in Lexington im Bundesstaat Kentucky der Vereinigten Staaten statt. 47 Reiter aus 12 Nationen gingen in Lexington an den Start, sieben Equipen traten in der Mannschaftswertung an.

#### Einzel
| Rang | Land               | Reiter               | Pferd            |
| ---- | ------------------ | -------------------- | ---------------- |
|      | Vereinigte Staaten | Bruce Davidson       | Might Tango      |
|      | Irland             | John Watson          | Cambridge Blue   |
|      | BR Deutschland     | Helmut Rethemeier    | Ladalco          |
| 4.   | Vereinigte Staaten | Ralph Hill           | Sergeant Gilbert |
| 5.   | Großbritannien     | Richard Meade        | Bleak Hills      |
| 6.   | Neuseeland         | Carol Harrison       | Topic            |
| 7.   | Großbritannien     | Jane Starkey         | Topper Too       |
| 8.   | Kanada             | Mark Ishoy           | Law and Order    |
| 9.   | Kanada             | Juliet Bishop        | Sumatra          |
| 10.  | Vereinigte Staaten | James Wofford        | Carawich         |
| 11.  | Kanada             | Liz Ashton           | Sunrise          |
| 12.  | Vereinigte Staaten | Mary Anne Tauskey    | Marcus Aurelius  |
| 13.  | Vereinigte Staaten | Mike Huber           | Gold Chip        |
| 14.  | BR Deutschland     | Otto Ammermann       | Volturno         |
| 15.  | Vereinigte Staaten | Torrance Fleischmann | Red's Door       |
| 16.  | BR Deutschland     | Harry Klugmann       | Veberod          |

#### Mannschaft
| Rang               | Land               | Reiter            | Pferde        |
| ------------------ | ------------------ | ----------------- | ------------- |
|                    | Kanada             | Mark Ishoy        | Law and Order |
| Juliet Bishop      | Kanada             | Sumatra           |               |
| Liz Ashton         | Kanada             | Sunrise           |               |
| Cathy Wedge        | Kanada             | Abracadabra       |               |
|                    | BR Deutschland     | Helmut Rethemeier | Ladalco       |
| Herbert Blöcker    | BR Deutschland     | Albrant           |               |
| Otto Ammermann     | BR Deutschland     | Volturno          |               |
| Harry Klugmann     | BR Deutschland     | Veberod           |               |
|                    | Vereinigte Staaten | Bruce Davidson    | Might Tango   |
| James Wofford      | Vereinigte Staaten | Carawich          |               |
| Edmund Coffin      | Vereinigte Staaten | Bally Cor         |               |
| John Michael Plumb | Vereinigte Staaten | Laurenson         |               |

### WM 1982
Die Weltmeisterschaften im Vielseitigkeitsreiten fanden 1982 in Luhmühlen, Deutschland statt. Aus 17 Nationen gingen insgesamt 77 Reiter in Luhmühlen an den Start. Von den 14 angetretenen Mannschaften schlossen elf Equipen die Mannschaftswertung ab.

#### Einzel
| Rang | Land               | Reiter               | Pferd            |
| ---- | ------------------ | -------------------- | ---------------- |
|      | Großbritannien     | Lucinda Green        | Regal Realm      |
|      | BR Deutschland     | Helmut Rethemeier    | Santiago         |
|      | Vereinigte Staaten | Kim Walnes           | The Gray Goose   |
| 4.   | BR Deutschland     | Rüdiger Schwarz      | Power Game       |
| 5.   | Großbritannien     | Richard Meade        | Kilcashel        |
| 6.   | Großbritannien     | Clarissa Strachan    | Merry Sovereign  |
| 7.   | Großbritannien     | Virginia Holgate     | Priceless        |
| 8.   | Vereinigte Staaten | Peter Green          | Branch Water     |
| 9.   | Australien         | Andrew Hoy           | Davey            |
| 10.  | Großbritannien     | Diana Clapham        | Windjammer       |
| 11.  | Frankreich         | Thierry Lacour       | Hymen de la Cour |
| 12.  | Frankreich         | Patrick Marquebielle | Flamenco III     |
| 13.  | BR Deutschland     | Herbert Blöcker      | Ladad            |
| 14.  | Vereinigte Staaten | Bruce Davidson       | J.J. Babu        |
| 15.  | Schweden           | Sven Ingvarsson      | Doledo           |
|      | …                  |                      |                  |
| 18.  | BR Deutschland     | Dieter Hesselbach    | Royal Blue       |
| 19.  | BR Deutschland     | Dietmar Hogrefe      | Foliant          |
|      | …                  |                      |                  |
| 24.  | BR Deutschland     | Bettina Overesch     | Peacetime        |
|      | …                  |                      |                  |
| 50.  | BR Deutschland     | Thomas Rüder         | Maniok           |

#### Mannschaft
| Rang                 | Land               | Reiter               | Pferde           |
| -------------------- | ------------------ | -------------------- | ---------------- |
|                      | Großbritannien     | Lucinda Green        | Regal Realm      |
| Richard Meade        | Großbritannien     | Kilcashel            |                  |
| Virginia Holgate     | Großbritannien     | Priceless            |                  |
| Rachel Bayliss       | Großbritannien     | Mystic Mistrel       |                  |
|                      | BR Deutschland     | Rüdiger Schwarz      | Power Game       |
| Herbert Blöcker      | BR Deutschland     | Ladad                |                  |
| Helmut Rethemeier    | BR Deutschland     | Santiago             |                  |
| Dietmar Hogrefe      | BR Deutschland     | Foliant              |                  |
|                      | Vereinigte Staaten | John Michael Plumb   | Blue Stone       |
| Kim Walnes           | Vereinigte Staaten | The Gray Goose       |                  |
| Nancy Bliss          | Vereinigte Staaten | Cobblestone          |                  |
| Torrance Fleischmann | Vereinigte Staaten | Southern Comfort III |                  |
| 4.                   | Frankreich         | Joël Pons            | Ensorceleuse II  |
| 4.                   | Frankreich         | Thierry Lacour       | Hymen de la Cour |
| 4.                   | Frankreich         | Patrick Marquebielle | Flamenco III     |
| 4.                   | Frankreich         | Paul Loiseau         | Elding Blue      |
| 5.                   | Polen              | Mirosław Szłapka     | Len              |
| 5.                   | Polen              | Jan Lipczyński       | Elektron         |
| 5.                   | Polen              | Jacek Bobik          | Koper            |
| 5.                   | Polen              | Krzysztof Rafalak    | Dajak            |

### WM 1986
Die Weltmeisterschaften im Vielseitigkeitsreiten fanden 1986 in Gawler, Australien statt. Die Mannschaftswertung umfasste in Gawler sechs Equipen, fünf hiervon schlossen die Prüfung mit einem Mannschaftsergebnis ab.

#### Einzel
| Rang | Land               | Reiter                | Pferd              |
| ---- | ------------------ | --------------------- | ------------------ |
|      | Großbritannien     | Virginia Holgate-Leng | Priceless          |
|      | Neuseeland         | Trudy Boyce           | Mossman            |
|      | Großbritannien     | Lorna Clarke          | Myross             |
| 4.   | Frankreich         | Marie-Christine Duroy | Harley             |
| 5.   | Großbritannien     | Anne-Marie Taylor     | Justyn Thyme       |
| 6.   | Australien         | Barry Roycroft        | Last Tango         |
| 7.   | BR Deutschland     | Claus Erhorn          | Fair Lady          |
| 8.   | Vereinigte Staaten | John Michael Plumb    | Blue Stone         |
| 9.   | Neuseeland         | Andrew Scott          | Muird of Ord       |
| 10.  | Neuseeland         | Mark Todd             | Charisma           |
| 11.  | Großbritannien     | Ian Stark             | Oxford Blue        |
| 12.  | Frankreich         | Pascal Morvillers     | Frangin III        |
| 13.  | Australien         | Anne Taylor           | Sir Waraba         |
| 14.  | Australien         | Scott Keach           | Trade Commissioner |
| 15.  | Frankreich         | Armand Bigot          | Jacquou du Bois    |
|      | …                  |                       |                    |
| 24.  | BR Deutschland     | Christoph Wagner      | Phillip            |
| 25.  | BR Deutschland     | Hans-Friedrich Nagel  | Slainey Time       |

#### Mannschaft
| Rang                  | Land           | Reiter                | Pferde        |
| --------------------- | -------------- | --------------------- | ------------- |
|                       | Großbritannien | Clarissa Strachan     | Delphy Dazzle |
| Lorna Clarke          | Großbritannien | Myross                |               |
| Ian Stark             | Großbritannien | Oxdford Blue          |               |
| Virginia Holgate-Leng | Großbritannien | Priceless             |               |
|                       | Frankreich     | Marie-Christine Duroy | Harley        |
| Armand Bigot          | Frankreich     | Jacquou du Bois       |               |
| Thierry Touzaint      | Frankreich     | Gardenia III          |               |
| Vincent Berthet       | Frankreich     | Jupille               |               |
|                       | Australien     | Andrew Hoy            | Just James    |
| Barry Roycroft        | Australien     | Last Tango            |               |
| Scott Keach           | Australien     | Trade Commissioner    |               |
| Wayne Roycroft        | Australien     | Valdez                |               |
| 4.                    | Neuseeland     | Mark Todd             | Charisma      |
| 4.                    | Neuseeland     | Trudy Boyce           | Mossman       |
| 4.                    | Neuseeland     | Merran Hain           | Chief         |
| 4.                    | Neuseeland     | Tinks Pottinger       | Volunteer     |
| 5.                    | BR Deutschland | Claus Erhorn          | Fair Lady     |
| 5.                    | BR Deutschland | Christoph Wagner      | Phillip       |
| 5.                    | BR Deutschland | Hans-Friedrich Nagel  | Slainey Time  |
| 5.                    | BR Deutschland | Horst Karsten         | Eldorado      |

### Weltmeisterschaften 1990 bis 2018
Von 1990 bis zum Jahr 2018 wurden die Weltmeisterschaften der Vielseitigkeitsreiter im Rahmen der Weltreiterspiele ausgetragen. Hier wurden sowohl eine Einzel- als auch eine Mannschaftswertung durchgeführt, beide nicht nach Geschlechtern getrennt.
| Jahr | Veranstaltung         | Austragungsort       | Goldmedaille Einzelwertung | Goldmedaille Einzelwertung | Goldmedaille Mannschaftswertung |
| Jahr | Veranstaltung         | Austragungsort       | Reiter                     | Pferd                      | Goldmedaille Mannschaftswertung |
| ---- | --------------------- | -------------------- | -------------------------- | -------------------------- | ------------------------------- |
| 1990 | Weltreiterspiele 1990 | Stockholm            | Blyth Tait                 | Messiah                    | Neuseeland                      |
| 1994 | Weltreiterspiele 1994 | Den Haag             | Vaughn Jefferis            | Bounce                     | Großbritannien                  |
| 1998 | Weltreiterspiele 1998 | Rom                  | Blyth Tait                 | Ready Teddy                | Neuseeland                      |
| 2002 | Weltreiterspiele 2002 | Jerez de la Frontera | Jean Teulère               | Espoir de la Mare          | Vereinigte Staaten              |
| 2006 | Weltreiterspiele 2006 | Aachen               | Zara Phillips              | Toy Town                   | Deutschland                     |
| 2010 | Weltreiterspiele 2010 | Lexington (Kentucky) | Michael Jung               | Sam FBW                    | Großbritannien                  |
| 2014 | Weltreiterspiele 2014 | Le Merlerault/Caen   | Sandra Auffarth            | Opgun Louvo                | Deutschland                     |
| 2018 | Weltreiterspiele 2018 | Tryon                | Rosalind Canter            | Allstar B                  | Vereinigtes Königreich          |

### Weltmeisterschaften 2022
Anstelle der Weltreiterspiele werden im Vielseitigkeitsreiten 2022 wieder gesonderte Weltmeisterschaften durchgeführt. Den Zuschlag hierfür bekam Pratoni del Vivaro im Gebiet der Stadt Rocca di Papa im Umland von Rom.
Einzel:
|  | Reiter          | Pferd               | Minuspunkte |
|  | --------------- | ------------------- | ----------- |
|  | Yasmin Ingham   | Banzai du Loir      | 23,20       |
|  | Julia Krajewski | Amande de B'Néville | 26,00       |
|  | Tim Price       | Falco               | 26,20       |

Mannschaft:
|  | Mannschaft         | Minuspunkte |
|  | ------------------ | ----------- |
|  | Deutschland        | 95,20       |
|  | Vereinigte Staaten | 100,30      |
|  | Neuseeland         | 100,70      |

## Medaillenspiegel
Dieser Medaillenspiegel gibt nur die drei olympischen Reitwettbewerbe wieder, Dressurreiten, Springreiten und Vielseitigkeitsreiten.
Stand: 6. Mai 2020
| Rang | Land                   | Gold | Silber | Bronze | Gesamt |
| ---- | ---------------------- | ---- | ------ | ------ | ------ |
| 1    | Deutschland (a)        | 35   | 16     | 22     | 73     |
| 2    | Vereinigtes Königreich | 16   | 17     | 18     | 51     |
| 3    | Frankreich             | 8    | 14     | 5      | 27     |
| 4    | Niederlande            | 8    | 7      | 4      | 19     |
| 5    | Vereinigte Staaten     | 6    | 10     | 15     | 31     |
| 6    | Neuseeland             | 5    | 2      | 2      | 9      |
| 7    | Irland                 | 2    | 5      | 1      | 8      |
| 8    | Sowjetunion            | 2    | 2      | 4      | 8      |
| 9    | Italien                | 2    | 2      | 1      | 5      |
| 10   | Kanada                 | 2    | 1      | 2      | 5      |
| 11   | Belgien                | 2    | –      | 2      | 4      |
| 12   | Schweiz                | 1    | 6      | 5      | 12     |
| 13   | Spanien                | 1    | 3      | 2      | 6      |
| 14   | Argentinien            | 1    | 2      | –      | 3      |
| 15   | Dänemark               | 1    | 1      | 2      | 4      |
| 16   | Brasilien              | 1    | –      | –      | 1      |
| 17   | Schweden               | –    | 2      | 2      | 4      |
| 18   | Australien             | –    | 1      | 2      | 3      |
| 19   | Finnland               | –    | 1      | 1      | 2      |
| 20   | Saudi-Arabien          | –    | 1      | –      | 1      |
| 21   | Österreich             | –    | –      | 1      | 1      |

Anmerkungen:

## Erfolgreichste Medaillengewinner
Stand: 6. April 2015
| Platz | Name                     | Land                   | Von  | Bis  | Goldmedaille | Silbermedaille | Bronzemedaille | Gesamt |
| 01    | Isabell Werth            | Deutschland            | 1994 | 2014 | 7            | –              | 2              | 9      |
| 02    | Reiner Klimke            | Deutschland            | 1966 | 1986 | 6            | –              | 1              | 7      |
| 03    | Blyth Tait               | Neuseeland             | 1990 | 1998 | 4            | –              | –              | 4      |
| 03    | Nadine Capellmann        | Deutschland            | 1998 | 2006 | 4            | –              | –              | 4      |
| 05    | Edward Gal               | Niederlande            | 2006 | 2014 | 3            | 1              | 1              | 5      |
| 06    | Harry Boldt              | Deutschland            | 1966 | 1978 | 3            | 1              | –              | 4      |
| 06    | Éric Navet               | Frankreich             | 1990 | 2000 | 3            | 1              | –              | 4      |
| 06    | Nicole Uphoff            | Deutschland            | 1990 | 1994 | 3            | 1              | –              | 4      |
| 09    | Bruce Davidson           | Vereinigte Staaten     | 1974 | 1990 | 3            | –              | 1              | 4      |
| 09    | Franke Sloothaak         | Deutschland            | 1994 | 1998 | 3            | –              | 1              | 4      |
| 011   | Virginia Holgate-Leng    | Vereinigtes Königreich | 1982 | 1986 | 3            | –              | –              | 3      |
| 011   | Jeroen Dubbeldam         | Niederlande            | 2006 | 2014 | 3            | –              | –              | 3      |
| 013   | Anky van Grunsven        | Niederlande            | 1990 | 2006 | 2            | 3              | –              | 5      |
| 014   | Richard Meade            | Vereinigtes Königreich | 1966 | 1982 | 2            | 2              | –              | 4      |
| 015   | Jelena Petuschkowa       | Sowjetunion            | 1966 | 1974 | 2            | 1              | 3              | 6      |
| 016   | Raimondo d'Inzeo         | Italien                | 1955 | 1966 | 2            | 1              | 1              | 4      |
| 016   | Uwe Schulten-Baumer jun. | Deutschland            | 1978 | 1982 | 2            | 1              | 1              | 4      |
| 016   | Mark Todd                | Neuseeland             | 1990 | 2010 | 2            | 1              | 1              | 4      |
| 016   | Ludger Beerbaum          | Deutschland            | 1990 | 2006 | 2            | 1              | 1              | 4      |
| 020   | Josef Neckermann         | Deutschland            | 1966 | 1970 | 2            | 1              | –              | 3      |
| 020   | Michael Jung             | Deutschland            | 2010 | 2014 | 2            | 1              | –              | 3      |
| 020   | Charlotte Dujardin       | Vereinigtes Königreich | 2014 | 2014 | 2            | 1              | –              | 3      |
| 023   | Ulla Salzgeber           | Deutschland            | 1998 | 2002 | 2            | –              | 2              | 4      |
| 023   | Andrew Nicholson         | Neuseeland             | 1990 | 2010 | 2            | –              | 2              | 4      |
| 025   | David Broome             | Vereinigtes Königreich | 1960 | 1978 | 2            | –              | 1              | 3      |
| 025   | Karin Rehbein            | Deutschland            | 1994 | 1998 | 2            | –              | 1              | 3      |